# Rokiciny (gemeente)
De gemeente Rokiciny is een landgemeente in het Poolse woiwodschap Łódź, in powiat Tomaszowski.
De zetel van de gemeente is in Rokiciny.
Op 30 juni 2004 telde de gemeente 5913 inwoners.

## Oppervlakte gegevens
In 2002 bedroeg de totale oppervlakte van gemeente Rokiciny 90,51 km², waarvan:
- agrarisch gebied: 80%
- bossen: 14%

De gemeente beslaat 8,82% van de totale oppervlakte van de powiat.

## Demografie
Stand op 30 juni 2004:
| Omschrijving                   | Totaal | Totaal | Vrouwen | Vrouwen | Mannen | Mannen |
| ------------------------------ | ------ | ------ | ------- | ------- | ------ | ------ |
| eenheid                        | aantal | %      | aantal  | %       | aantal | %      |
| inwoners                       | 5913   | 100    | 3017    | 51      | 2896   | 49     |
| bevolkingsdichtheid (inw./km²) | 65,3   | 65,3   | 33,3    | 33,3    | 32     | 32     |

In 2002 bedroeg het gemiddelde inkomen per inwoner 1286,71 zł.

## Plaatsen
Albertów, Cisów, Eminów, Janinów, Janków, Jankówek, Łaznowska Wola, Łaznów, Łaznówek, Łaznów-Kolonia, Maksymilianów, Michałów, Mikołajów, Nowe Chrusty, Pogorzałe Ługi, Popielawy, Reginów, Rokiciny, Rokiciny-Kolonia, Stare Chrusty, Stefanów, Wilkocice, Wilkocice Małe.

## Aangrenzende gemeenten
Będków, Brójce, Koluszki, Ujazd